# 石盘仔
石盘仔位于南沙群岛中部，毕生礁以北13.5海里，是一座水深约2米的暗礁。中国渔民向称毕生礁为“石盘”，而该礁比毕生礁小，故称为“石盘仔”。1983年中国地名委员会公布的标准名称为“石盘仔”。西方文献一般称为“Maralie Reef”或“Bittern Shoal”。